# داستین موسکوویتز
داستین موسکوویتز (به انگلیسی: Dustin Moskovitz) (متولد ۲۲ مه ۱۹۸۴)، کارآفرین اینترنتی آمریکایی که یکی از بنیانگذاران وب سایت فیس‌بوک وی به‌همراه مارک زاکربرگ، ادواردو ساورین، اندرو مک‌کولم و کریس هیوز، فیس‌بوک را پایه‌ریزی کردند. (وی شخص دوم این شرکت بود) 
وی که ابتدا مسئول ارشد بخش تکنولوژی و سپس معاون زاکربرگ در فیس بوک شد، در سال ۲۰۰۸ از این شبکه اجتماعی جدا شد تا شرکت نرم‌افزاری آسانا را تأسیس کند.
در سال ۲۰۱۰؛ فیلم شبکه اجتماعی به کارگردانی دیوید فینچر ساخته شد که به ماجراهای چگونگی خلق فیسبوک می‌پردازد. در این فیلم بازیگر آمریکایی؛ جوزف مازلو نقش داستین موسکوویتز را بازی کرده‌است.
او جوانترین ملیاردر خودساخته تاریخ نامیده شده بود؛ زیرا او از مارک زاکربرگ هشت روز کوچک‌تر بود و بیش از دو درصد سهام فیسبوک را در اختیار داشت. آن ها باهم تحصیل در هاروارد را به پایان رسانده بودند، اما هر یک در عرصه های متفاوتی فعالیت داشتند.